# AOC International
AOC (antiga Admiral Overseas Corporation) é a marca do Grupo TPV Technology Limited, uma fabricante de monitores LED para computadores e televisores com sede em Taipei, Taiwan.

## História

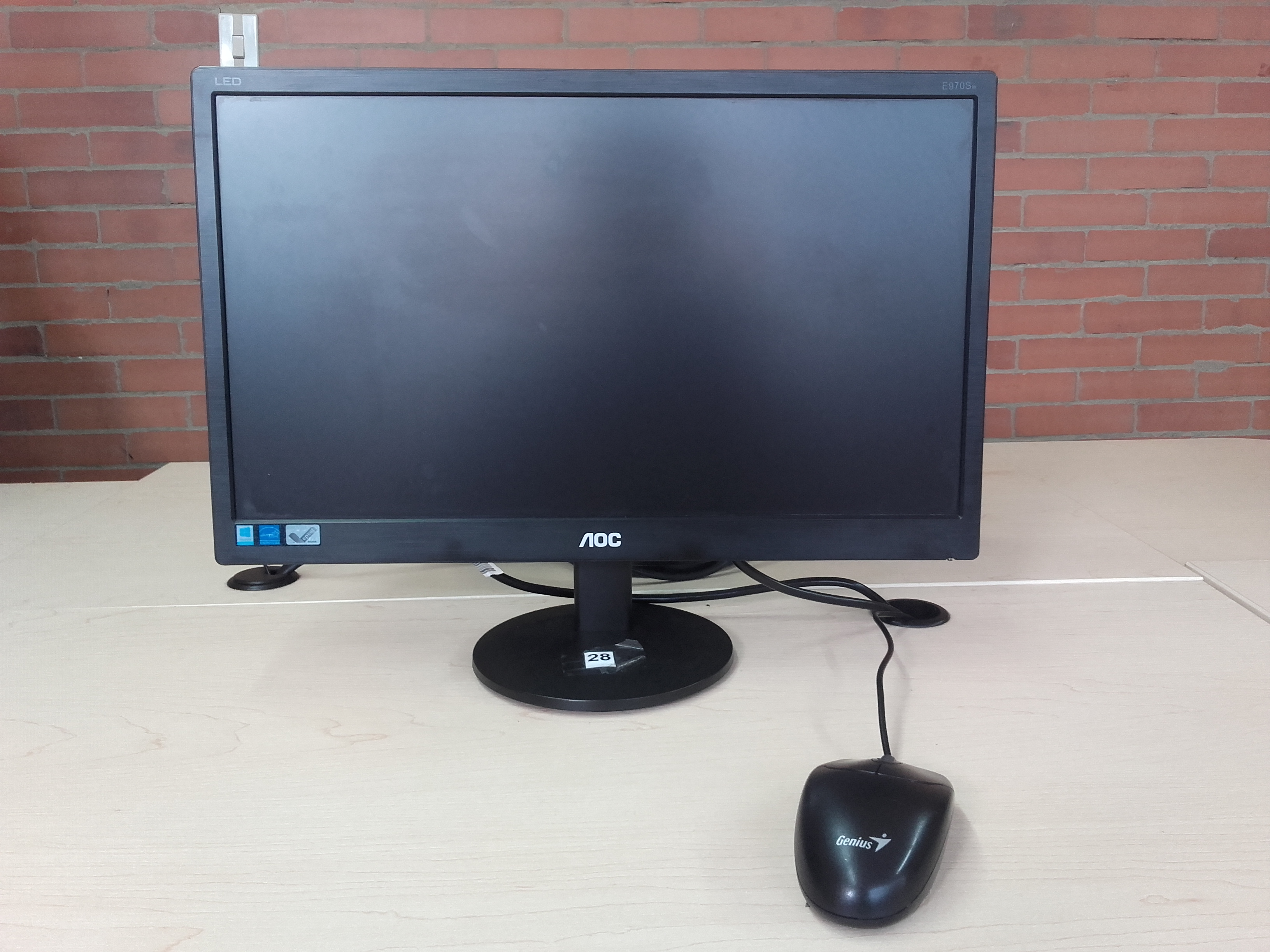
Monitor AOC International.

Foi fundada originalmente sob o nome Admiral, em Chicago, nos Estados Unidos, em 1934. Foi pioneira na fabricação de televisores nos EUA, em 1947.
Em 1967, a Admiral adota o nome AOC (sigla de Admiral Overseas Corporation) e se muda para Taiwan. Em 1990, com a abertura de capital nas Bolsas de Valores Asiáticas, muda o nome para Top Victory Electronics (TPV).
Atualmente é a maior produtora mundial de telas LCD e quinta maior produtora global de TVs LCD, estando presente em mais de 115 Países pela América do Norte, América Latina, Europa, Ásia e Oceania.
No Brasil é líder em vendas de monitores corporativos e monitores gamer. 
Em 1997 chega ao Brasil e inaugura sua fábrica em Manaus em 2004. Em 2008 inaugura sua fábrica em Jundiaí, que é ampliada em 2010 e fechada em 2015.
Em futebol, atualmente é patrocinadora do Club de Regatas Vasco da Gama, São Paulo Futebol Clube e Estádio do Maracanã. Em E-Sports atualmente patrocina o time KaBuM! e RED Canids.